# Nam Triều
Nam Triều là một xã thuộc huyện Phú Xuyên, thành phố Hà Nội, Việt Nam.
Xã Nam Triều có diện tích 5,88 km², dân số năm 1999 là 5507 người, mật độ dân số đạt 937 người/km².
Xã Nam Triều đã sáp nhập vào xã Nam Phong kể từ ngày 01/1/2025 theo nghị quyết Số: 1286/NQ-UBTVQH15 của ỦY BAN THƯỜNG VỤ QUỐC HỘI Về việc sắp xếp đơn vị hành chính cấp xã của thành phố Hà Nội giai đoạn 2023 - 2025